# Husbibeln: möten med gårdar
Husbibeln: möten med gårdar är en facklitterär bok om hälsingegårdar publicerad 1998. Den är skriven av konstvetaren Maj-Britt Andersson tillsammans med konstnären och fotografen Nina Ericson.
Båda författarna hade på eget håll haft tankar om en bok på ämnet hälsingegårdar, men boken tog form först efter att de sammanförts av länsantikvarien Erik Nordin som också hade ett intresse för ämnet. Vid publiceringstillfället ägde båda författarna själva gårdar i Hälsingland.
Bokens omslag är ett gammalt schablonmålat tapetmönster som ett exempel på hälsingemålning. Första upplagan omfattade 10 000 exemplar och en begränsad faksimilupplaga om 100 exemplar trycktes upp på originalpapper från 1800-talet med omslag i äkta läder. Titeln har enligt Göteborgsposten valts eftersom boken enligt författarna strävar efter att beskriva hälsingegårdarnas själ. Boken beskriver i ord och bild ett tjugotal Hälsingegårdar, varav en hembygdsgård, uppförda från 1700-talet och framåt. Både gårdarnas yttre liksom deras interiörer som dekorerats med bland annat schablonmåleri tas upp. Regionala skillnader mellan till exempel gårdar i Voxnadalen jämfört med de i och kring Järvsö eller längre norrut i Ljusnandalen beskrivs. Utöver själva gårdarna beskrivs även faktiska och fiktiva personer som får illustrera livet och kulturen på och kring gårdarna genom historien. De längre textstyckena är författade av Andersson och varvas med Ericsons bildmaterial och urval, samt citat från Bibeln och ett trettiotal olika författare. Bildmaterialet visar upp en bredd av interiörer: festsalar med säregna väggmålningar, flagnande tapeter, korkmattor och munblåsta fönsterrutor.